# Averno (luchador)
Este artículo se refiere al luchador. Para información acerca de un cráter, véase Averno y para el lago de agua dulce, Lago del Averno
Renato Ruíz Cortés, más conocido como Averno (9 de marzo de 1977), es un luchador profesional mexicano que trabajó para el Consejo Mundial de Lucha Libre, donde destaca el haber sido Campeonato Mundial de Peso Medio del CMLL,  Campeonato Mundial de Parejas del CMLL y campeón Nacional de Peso Wélter. Actualmente trabaja para el Consejo Mundial de Lucha Libre 

## Carrera

### Consejo Mundial de Lucha Libre (1995-2015) (2021-Actualidad)
Averno fue en el Consejo Mundial de Lucha Libre, Campeón Mundial Medio de la NWA.
El 28 de septiembre del 2007, Averno (junto con Mephisto y Olímpico) participó en el 74 aniversario del CMLL; perdiendo ante Marco Corleone, Negro Casas y Rey Bucanero en una lucha de dos a tres caídas. 
En el 2008, ganó junto a Último Guerrero, Volador Jr. y Rey Bucanero el Torneo World X Cup 2008.
El 7 de diciembre del 2008 Averno y Mephisto recobraron el Campeonato de Parejas del CMLL venciendo a Místico y Héctor Garza, vía foul a Garza y simulando la pérdida de Máscara de Averno sobre Místico en la tercera caída.
El 3 de septiembre del 2010, Averno participó en el 77 aniversario del CMLL; apostando su máscara en una Jaula, junto con otros 13 luchadores (La Sombra, Místico, Mephisto, Ephesto, Volador Jr, Lyger, Atlantis, Mr. Niebla, Último Guerrero, Psicosis, Alebrije, Histeria y Olímpico). A los 5 minutos de haber empezado dicha función Averno salió de la Jaula. 
El 17 de junio de 2011, en la Arena México, se llevó a cabo un duelo de apuestas entre Averno y La Máscara, en el que ambos gladiadores apostaban su incógnita. Averno fue el perdedor de la lucha, dando a conocer su identidad.

### Asistencia Asesoría y Administración/Lucha Libre AAA Worldwide (2014-2021)
El 17 de mayo de 2014, Averno hizo su debut para la Lucha Libre AAA Worldwide (AAA), uniéndose al stable heel La Sociedad. En un evento principal del equipo por equipos de seis hombres, Averno se asoció con Chessman y Pentagón Jr. para vencer a Cibernético, Fénix y Psycho Clown , imponiendo a Fénix por la victoria. Después del combate, Averno fue atacado por un "luchador misterioso" sin nombre, interpretado por su antiguo rival Místico.
Se une a Chessman y Cibernético y forman el trío conocido como Hell Brothers, quienes el 14 de junio de 2015 en el evento Verano de Escándalo ganan los Campeonatos Mundiales de Tercias AAA venciendo a la tercia de Psycho Circus (Psycho Clown, Murder Clown y Monster Clown).
El 22 de enero en Guerra de Titanes, Averno y Chessman ganaron el vacante Campeonato Mundial de Parejas de AAA. Sin embargo, inmediatamente después, La Sociedad se volvió contra los dos y los expulsó del grupo. Los Hell Brothers posteriormente hizo varias defensas exitosas del título y comenzó a jactarse de que no les quedaban desafíos que enfrentar, que "ningún hombre" podría derrotarlos. Sin embargo iniciron una rivalidad con las Apaches Mari Apache y Faby Apache, se reencontraron cuando Mari regresó al lado técnico y comenzó a formar equipo con su hermana de manera regular. En ese momento los Apaches desafiaron a Los Hell Brothers, exigiendo que pusieran el Campeonato Mundial de Parejas de AAA en juego, un desafío que Averno y Chessman rechazaron, actuando muy despistado y sexista en el proceso. Durante la grabación de la Televisión AAA del 8 de julio, Averno y Chessman se disfrazaron como un par de mujeres desaliñadas mientras se burlaban de Los Apaches. En la grabación subsiguiente Los Apaches distrajeron a Averno y Chessman durante una defensa del título contra Jack Evans y Angélico, lo que llevó a Averno y Chessman a perder el Campeonato Mundial de Parejas de AAA. Luego se anunció que Averno y Chessman finalmente habían aceptado enfrentar a Los Apaches en Triplemanía XXIV.

## En lucha
- Movimientos finales
  - Devil's Wings (Spinning sitout double underhook facebuster)
- Movimientos de firma
  - Diving headbutt
  - No-handed suicide dive
  - Sitout side powerslam

## Campeonatos y logros
- Comisión de Box y Lucha Libre México D.F.
  - Mexican National Trios Championship (1 vez) - con Satánico y Mephisto
- Consejo Mundial de Lucha Libre
  - Campeonato Mundial de Peso Semicompleto del CMLL (1 vez, actual)
  - Campeonato Mundial de Peso Medio del CMLL (1 vez)
  - Campeonato Mundial en Parejas del CMLL (3 veces) - con Mephisto
  - Campeonato Mundial de Tríos del CMLL (1 vez) – con Ephesto y Mephisto
  - Campeonato Mundial Histórico de Peso Medio de la NWA (1 vez)
  - NWA World Middleweight Championship (2 veces)

- Lucha Libre AAA Worldwide 
  - Campeonato Mundial en Parejas de la AAA (1 vez) - con Chessman
  - Campeonato Mundial de Tríos de AAA (3 veces) - con Cibernético & Chessman (1), Chessman & Ricky Marvin (1), y Chessman & Super Fly (1)

- Total Nonstop Action Wrestling
  - TNA World X Cup (2008)

- Pro Wrestling Illustrated
  - Situado en el Nº48 en los PWI 500 del 2006
  - Situado en el Nº110 en los PWI 500 del 2009

## Luchas de apuestas
| Apuesta    | Ganador                                  | Perdedor                                                                  | Lugar                                               | Fecha                    |
| ---------- | ---------------------------------------- | ------------------------------------------------------------------------- | --------------------------------------------------- | ------------------------ |
| Máscara    | Rencor Latino                            | Apolo Chino                                                               | México, Distrito Federal                            | 9 de junio de 1998       |
| Máscara    | Rencor Latino                            | El Hijo del Gladiador                                                     | México, Distrito Federal                            | 4 de agosto de 2000      |
| Máscara    | Averno                                   | Plata                                                                     | Lagos de Moreno, Jalisco                            | 9 de agosto de 2009      |
| Máscara    | La Máscara                               | Averno                                                                    | Arena México, Cd. de México                         | 17 de junio de 2011      |
| Cabellera  | Averno                                   | Blue Panther                                                              | Arena México, Cd. de México                         | 13 de septiembre de 2013 |
| Cabelleras | Los OGT's (Averno, Chessman & Super Fly) | El Nuevo Poder del Norte (Carta Brava Jr., Mocho Cota Jr. & Tito Santana) | Plaza de Toros La Monumental, Monterrey, Nuevo León | 3 de junio de 2018       |